# Solinger Höhenrücken
Der Solinger Höhenrücken ist eine naturräumliche Einheit mit der Nummer 338.02 und gehört zu der übergeordneten naturräumliche Haupteinheit 338.0 (Mittelbergische Hochflächen). Er umfasst laut dem Handbuch der naturräumlichen Gliederung Deutschlands das östliche Solinger Stadtgebiet von Gräfrath über Ketzberg, den Solinger Ortskern, Krahenhöhe bis Hästen. Ein kleiner Teil im Waldgebiet Klosterbusch liegt auf Wuppertaler Stadtgebiet.
Das Solinger Höhenrücken ist ein von Süd nach Nord verlaufender Höhenrücken, der, unterbrochen von den Wuppertaler und Wülfrather Kalksenken, im Norden im Velberter Höhenrücken (3371.10) seine Fortsetzung findet. Im Osten und im Süden wird der Solinger Höhenrücken durch das Westliche Wupperengtal (338.01) begrenzt, zu dem er stark terrassiert abfällt. Zahlreiche enge Täler gliedern die Abdachung. Im Westen schließen sich durch eine deutliche Stufe getrennt die Ohligser Terrassenriedel (338.03) an. Der Höhenrücken steigt beim Solinger Stadtkern bis auf 250 m an und sinkt nach Süden auf 200 m ab. Geologisch besteht der Solinger Höhenrücken aus devonischen und silurischen Grauwacken, Schiefern, Sandsteinen oder Quarziten.
Auf den sandig-lehmigen Verwitterungsböden des anstehenden Gesteins mit Gesteinstrümmern und Lößbeimengungen findet, sofern nicht städtisch oder industriell bebaut, landwirtschaftliche Nutzung statt. Die Hänge zur Wupper sind flachgründig. Über den Höhenrücken verläuft, in Abschnitten als Bundesstraße 224, ein Höhenweg.